# Аманда О (телесериал, Аргентина)
Аманда О (исп. Amanda O) — аргентинская теленовелла (веб-новелла), снятая специально для интернет-телевидения, также имела телеверсию. В главных ролях — Наталия Орейро в роли Аманды О и Лусиано Кастро в роли Данте. Показ начат на сайте Novebox.com, позже трансляция сериала началась на национальном аргентинском канале América TV.
Аманда О — первая теленовелла, снятая специально для интернета, так же доступна версия для мобильных телефонов (селл-новелла).
Российский канал СТС в 2010 году продемонстрировал 5 серий российской адаптации русской версии сериала. В главной роли Наталью Орейро заменила актриса Анастасия Заворотнюк. Российская теленовелла не имела успеха и была снята с эфира.